# Klamath (Kalifornija)
Klamath je naseljeno područje za statističke svrhe u američkoj saveznoj državi Kalifornija. Prema popisu stanovništva iz 2010. u njemu je živjelo 779 stanovnika.